# Ebbe Skovdahl
Ebbe Skovdahl Hansen (Kopenhagen, 5 juli 1945 - 23 oktober 2020) was een Deens profvoetballer die speelde als middenvelder. Hij beëindigde zijn loopbaan in 1977 bij Brøndby IF en ging vervolgens aan de slag als voetbaltrainer. Hij leidde Brøndby viermaal naar de Deense landstitel en won drie keer de Deense voetbalbeker met die club. Skovdahl was de oom van de Deense voetbalbroers Michael en Brian Laudrup.

## Erelijst

### Trainer-coach
Brøndby IF
- Deens landskampioenschap

1988, 1996, 1997, 1998
- Beker van Denemarken

1989, 1994, 1998